# 程贤策
程贤策（？—1966年9月2日），籍贯未详。文革受难者。著名学者潘光旦的女婿。

## 生平简介[2][3]
十六、七岁时参加中国青年军，曾经随中国远征军赴缅甸对日作战。
1948年，从武汉大学物理系转到北京大学历史系求学。到校后即担任北大四院的学生自治会主席，接受中共北平地下党的领导。
1950年担任北大学生会主席团主席。
1951年，作为中南地区土改工作第十二团副团长在江西参加土改，在运动中强使自己“想通”，接受当时土改领导者发动纵容的那些不人道的做法。
嗣后继续在北京大学担任干部：1951年任中共北京大学党委宣传部副部长，后任统战部副部长；1959年，被任命为中文系党总支专职副书记。
据乐黛云记述，他在六十年代初曾私下对“右派分子”表露同情。
1966年6月“文革”爆发时，作为时任中文系党总支书记被批判斗争，被冠以“走资派”、“地主阶级的孝子贤孙”、“文艺黑线的急先锋”、“招降纳叛的黑手”、“结党营私的叛徒”等罪名，并进而被污为“国民党青年军打入共产党的特务”，连遭非人迫害及侮辱。
至9月2日，束装敛容，携烈酒与农药赴北京香山林中自尽。